# Hieracium tephrocephalum
Hieracium tephrocephalum là một loài thực vật có hoa trong họ Cúc. Loài này được Vuk. mô tả khoa học đầu tiên.